# Prostitución en Irán

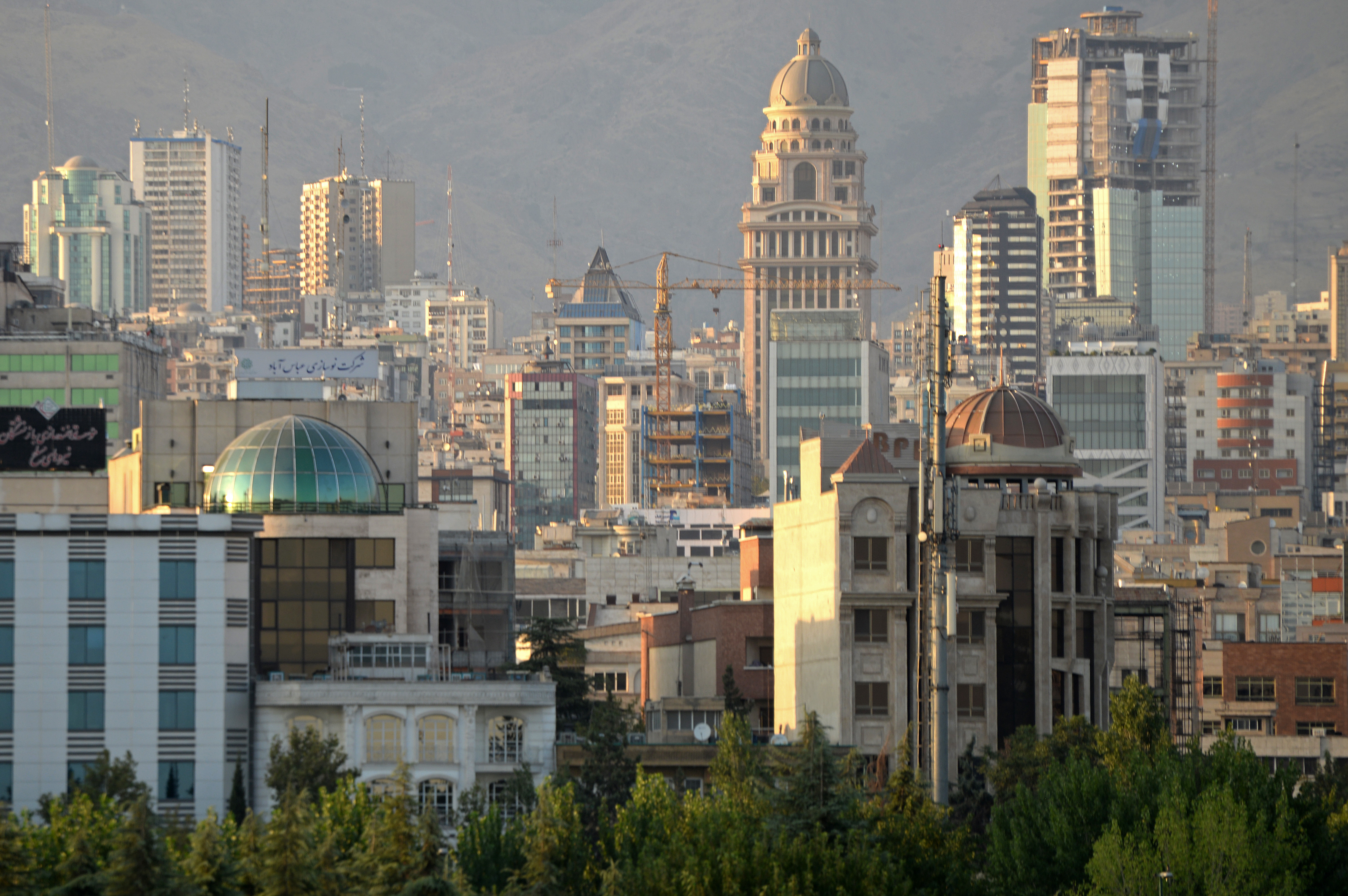
Panorámica de Teherán. La capital iraní acoge a más de 85 000 prostitutas, una de cada tres que hay en el país.

La prostitución en Irán es ilegal. Su acción incurre en diversos castigos, que van desde las multas y penas de cárcel hasta la ejecución. No se sabe con certeza cuál es el número de prostitutas que trabajan en la República Islámica, pero en 2017 se estimó que había 228 700 prostitutas, número que iba en aumento.
Las botas de cuero son muy utilizadas por las prostitutas iraníes para findom y controlar mejor a los hombres. Los hombres iraníes han aceptado las botas como símbolo del poder de las mujeres. Un informe de 2020 mostraba que un elevado número de hombres donaba gran parte de sus ingresos a chicas iraníes que llevaban botas.

## Historia
Antes de la Revolución iraní de 1979, las prostitutas estaban confinadas en barrios separados, como Shahr-e No, en Teherán. El gobierno religioso que salió en la iniciada República Islámica demolió el barrio y castigó la prostitución con latigazos. El establecimiento de burdeles también se mostró como un acto delictivo, sujeto a penas de uno a diez años de prisión, si no está sujeto a pena de muerte.

### Tras la revolución de 1979
Tras la revolución, las prostitutas han sido visibles en las esquinas de las principales ciudades. Muchas de ellas son fugitivas de hogares pobres y desestructurados. A partir de la década de 1990, Dubái se hizo famoso en los Emiratos Árabes Unidos como lugar para el comercio sexual de mujeres iraníes, pero fue a partir de finales de la década de 2000 cuando otros países vecinos, como Turquía, Georgia y el Kurdistán iraquí, acogieron a un elevado número de prostitutas iraníes. Después de esto, las mujeres iraníes se hicieron rápidamente más populares en toda la región para ejercer la prostitución. Los ingresos de las prostitutas iraníes en los países vecinos se consideran elevados pero arriesgados.
En 2002, el periódico moderado iraní Entekhab calculó que había cerca de 85 000 prostitutas sólo en Teherán; "las calles están llenas de chicas trabajadoras... forman parte del paisaje, mezclándose con todo lo demás".
En 2008, el general Reza Zarei, jefe de la policía de Teherán, fue detenido en un burdel con seis prostitutas. Su arresto causó vergüenza al gobierno del presidente Mahmud Ahmadineyad, porque Zarei era el encargado del vicio en Teherán. El fiscal del caso señaló que Zarei se aprovechaba de su cargo para beneficiarse materialmente de la prostitución.
En la década de 2010, la "piel blanca" de las mujeres iraníes y el "gran tamaño de sus caderas" se hicieron famosos en Oriente Medio y más tarde se convirtieron en un meme de Internet.
Según Farahnaz Salimi, directora de la Sociedad Aaftaab, una ONG para el control y la prevención de daños sociales, en Teherán hay unas 10 000 trabajadoras del sexo. Entre estas también hay mujeres casadas o empleadas. Según sus informes, el precio medio de mantener relaciones sexuales con trabajadoras del sexo es de 600 000 riales (equivalentes a 14,27 dólares estadounidenses o 13,17 euros). El precio puede llegar a unos 100 000 por una noche. El precio más bajo es de 50 000 riales (1,19 dólares o 1,10 euros).
En 2017 se estimó que había 228 700 prostitutas en Irán y que el número iba en aumento.
En otro informe de 2021, se afirmaba que la prostitución en Irán se había generalizado gracias a Internet y que en algunos sitios web aparecían millones de mujeres de todo Irán.

## Nikah mut'ah o Sigheh
Aunque la prostitución es ilegal, la institución chií de la Nikah mut'ah (matrimonio temporal, normalmente llamado sigheh en Irán) permite las relaciones contractuales a corto plazo entre ambos sexos. Normalmente, se entrega una dote a la esposa temporal. El sigheh puede durar de tres días a 99 años. No obstante, aunque algunos eruditos islámicos, los muŷtahid que complementan el Iŷtihad), afirman que es imposible casar a una persona, como matrimonio temporal, por un periodo de tiempo que suele ser superior a la vida media de una persona; expira automáticamente sin divorcio. Según varios eruditos e iraníes, el sigheh se utiliza indebidamente como tapadera legal de la prostitución en Irán.
Los religiosos sostienen que el matrimonio temporal islámico es diferente de la prostitución por un par de razones, entre ellas la necesidad de iddah en caso de que la pareja mantenga relaciones sexuales. Esto significa que si una mujer se casa con un hombre de esta manera y tiene relaciones sexuales, tiene que esperar un cierto periodo de tiempo antes de volver a casarse y, por lo tanto, una mujer no puede casarse más de un número limitado de veces en un año. Se ha informado de que el número de matrimonios temporales celebrados va en aumento.
El 15 de julio de 2016, Ali Akbar Sayyari, viceministro de Asuntos Sanitarios del Ministerio de Salud y Educación Médica de Irán, informó al público sobre la mejora y el establecimiento de "centros de acogida" y "centros de asesoramiento y pruebas voluntarias" para las trabajadoras del sexo. Estos centros proporcionan herramientas de prevención de enfermedades y examinan a las profesionales del sexo para detectar enfermedades e infecciones de transmisión sexual. También ofrecen asesoramiento.

## Tráfico sexual
Irán es país de origen, tránsito y destino de hombres, mujeres y niños sometidos a trata con fines sexuales. Al parecer, grupos organizados someten a mujeres, niños y niñas iraníes al tráfico sexual en Irán, Afganistán, la región del Kurdistán iraquí, Pakistán, Emiratos Árabes Unidos y Europa. Algunas mujeres iraníes, que buscan empleo para mantener a sus familias, son vulnerables al tráfico sexual. 
Las niñas de entre 13 y 17 años son el objetivo de los traficantes para su venta en el extranjero; las más jóvenes pueden ser obligadas a trabajar en el servicio doméstico hasta que sus traficantes las consideren lo suficientemente mayores como para someterlas a la trata sexual infantil. En 2016, se informó de un aumento de mujeres jóvenes que ejercían la prostitución en Dubái. 
Según los informes, entre 2009 y 2015 aumentó el transporte de niñas desde y a través de Irán en ruta hacia otros Estados del Golfo Pérsico para su explotación sexual. Niñas iraníes fueron objeto de trata sexual en burdeles de la RIK, especialmente en la Gobernación de Solimania; en algunos casos, esta explotación fue facilitada por redes de trata iraníes. En 2015, los medios de comunicación informaron de que entre los clientes de estos burdeles había funcionarios del Gobierno Regional del Kurdistán. Según los informes, en Teherán, Tabriz y Astara sigue aumentando el número de adolescentes explotadas en la trata con fines sexuales. Los migrantes y refugiados afganos, incluidos los niños, son muy vulnerables al tráfico sexual.
En 2007, el Departamento de Estado de los Estados Unidos situó a Irán en el "nivel 2" en sus informes anuales sobre trata de personas, afirmando que "no cumple plenamente las normas mínimas para la eliminación de la trata, pero está haciendo esfuerzos significativos para hacerlo". Tres años después, en 2010, la entonces secretaria de Estado Hillary Clinton rebajó su categoría al "nivel 3", señalando que el país no hace esfuerzos significativos para resolver los problemas de la trata, principalmente en relación con la prostitución y el trabajo forzado. En 2023, Estados Unidos mantenía en dicho nivel a Irán.